# Заслужений природоохоронець України
Заслужений природоохоронець України  — державна нагорода України — почесне звання України, яке надається Президентом України відповідно до Закону України «Про державні нагороди України». Згідно з Положенням про почесні звання України від 29 червня 2001 року, це звання присвоюється:
|  | працівникам установ і закладів охорони природи, наукових та науково-дослідних установ за значний внесок у охорону рідкісних та таких, що зникають, видів флори і фауни, відновлення та збереження природних ресурсів України |

## Історія нагороди
- Розпорядженням Президента України Л. Д. Кучми від 23 березня 1998 року «Про відзначення 100-річчя утворення заповідника в Асканії-Новій» Кабінету Міністрів України було доручено розглянути питання щодо заснування почесного звання «Заслужений природоохоронець України».[2]
- 16 березня 2000 року Верховна Рада України прийняла Закон України «Про державні нагороди України», у якому була встановлена державна нагорода України — почесне звання «Заслужений природоохоронець України».

## Заслужені природоохоронці України[1]
- 2001 рік
  - Чайковський Микола Петрович — громадський інспектор управління екології та природних ресурсів у Тернопільській області[3]
- 2002 рік
  - Панасевич Едуард Людвигович — директор державного підприємства «Чорнобильводексплуатація», Київська область[4]
  - Куруленко Святослав Сергійович — начальник Державного управління екології та природних ресурсів Міністерства екології та природних ресурсів України у Донецькій області[5]
  - Луцько Василь Степанович — Державний секретар Міністерства України з питань надзвичайних ситуацій та у справах захисту населення від наслідків Чорнобильської катастрофи[6]
- 2003 рік
  - Довбиш Каміла Назирівна — член виконавчого комітету міської ради міста Євпаторії, Автономна Республіка Крим[7]
  - Бігун Микола Юрійович — головний лісничий — заступник генерального директора лісогосподарського об'єднання «Закарпатагроліс»[8]
  - Литвин Світлана Аркадіївна — начальник Харківського обласного центру з гідрометеорології[9]
- 2004 рік
  - Григоренко Василь Олексійович — головний консультант Секретаріату Комітету Верховної Ради України[10]
  - Сачик Микола Степанович — лісничий Вільховатського лісництва, Кіровоградська область[11]
  - Манукало В'ячеслав Олександрович — заступник голови Державної гідрометеорологічної служби[12]
- 2005 рік
  - Трокоз Володимир Анатолійович — начальник управління охорони навколишнього природного середовища Київської міської державної адміністрації[13]
  - Гавриленко Віктор Семенович — директор біосферного заповідника «Асканія-Нова» імені Ф. Е. Фальц-Фейна, Херсонська область[14]
  - Гамор Федор Дмитрович — директор Карпатського біосферного заповідника, м. Рахів, Закарпатська область[14]
- 2006 рік
  - Примак Віталій Олександрович — начальник Державного управління екології та природних ресурсів в Одеській області[15]
  - Стеценко Микола Пилипович — перший заступник начальника Державної служби заповідної справи, м. Київ[16]
  - Солодкий Володимир Дмитрович — заступник начальника державного управління екології та природних ресурсів у Чернівецькій області — начальник державної інспекції з контролю за охороною, захистом, використанням та відтворенням лісів[17]
- 2007 рік
  - Ільєнко Олексій Олексійович — директор державного дендрологічного парку «Тростянець» НАН України, кандидат біологічних наук, Чернігівська область[18]
  - Щирица Олексій Степанович — голова Всеукраїнської секції охорони надр Українського товариства охорони природи[19]
  - Борзаківський Микола Дмитрович — державний інспектор рибоохорони Верхньодніпровського державного басейнового управління охорони водних живих ресурсів[19]
  - Поповчук Євгеній Сергійович — директор Азово-Сиваського національного природного парку, м. Генічеськ[19]
- 2008 рік
  - Волошкевич Олександр Миколайович — директор Дунайського біосферного заповідника НАН України, кандидат біологічних наук, Одеська область[20]
- 2009 рік
  - Біляк Михайло Васильович — директор Яворівського національного природного парку, Львівська область[21]
  - Ворон Олексій Федорович — старший майстер державного підприємства «Клесівський лісгосп», Рівненська область[21]
  - Гнєдов Олексій Степанович — перший заступник Голови Республіканського комітету Автономної Республіки Крим з лісового і мисливського господарства[21]
  - Гриник Петро Іванович — начальник Державної служби заповідної справи[21]
  - Дутка Михайло Михайлович — начальник відділу Державного комітету лісового господарства України[21]
  - Жирик Іван Михайлович — завідувач сектору Державного управління охорони навколишнього природного середовища в Івано-Франківській області[21]
  - Журова Павлина Тимофіївна — начальник відділу національного природного парку «Святі гори», Донецька область[21]
  - Калинюк Михайло Іванович — лісничий державного підприємства «Берегометське лісомисливське господарство», Чернівецька область[21]
  - Ковальчук Степан Іванович — науковий співробітник національного природного парку «Подільські Товтри», Хмельницька область[21]
  - Красюк Василь Федорович — директор державного підприємства «Новосанжарське лісове господарство», Полтавська область[21]
  - Луценко Марія Михайлівна — помічник лісничого державного підприємства «Врадіївське лісове господарство», Миколаївська область[21]
  - Рибак Микола Петрович — перший заступник директора — головний природознавець Карпатського біосферного заповідника, Закарпатська область[21]
  - Сацюк Іван Леонтійович — заступник голови президії Рівненської обласної організації Українського товариства охорони природи[21]
  - Суворова Ольга Олександрівна — начальник відділу Державного управління охорони навколишнього природного середовища в Донецькій області[21]
  - Харчишин Володимир Терентійович — доцент кафедри загальної екології Житомирського національного агроекологічного університету[21]
  - Черних Світлана Карпівна — заступник голови президії Луганської обласної організації Українського товариства охорони природи[21]
  - Юзвінський Георгій Арсентійович — головний лісничий державного підприємства «Новоград-Волинське досвідне лісомисливське господарство», Житомирська область[21]
  - Польщіков Анатолій Анатолійович — генеральний директор Кримського природного заповідника, м. Алушта[22]
  - Мовчан Микола Михайлович — заступник Міністра охорони навколишнього природного середовища України[23]
  - Чабанов Олександр Іванович — начальник Державного управління охорони навколишнього природного середовища в Київській області Міністерства охорони навколишнього природного середовища України[24]
  - Река Андрій Олександрович — Новосанжарський селищний голова, Полтавська область[25]
  - Яківчук Ігор Михайлович — начальник Державної екологічної інспекції в Івано-Франківській області — головний державний інспектор з охорони навколишнього природного середовища[26]
- 2010 рік
  - Антоненко Борис Савелійович — завідувач сектору Державного управління охорони навколишнього природного середовища в Харківській області[27]
  - Білоконь Микола Васильович — начальник відділу Державного управління охорони навколишнього природного середовища в Чернівецькій області[27]
  - Борейко Володимир Євгенович — директор Київського еколого-культурного центру[27]
  - Головчак Василь Федорович — перший заступник начальника Державного управління охорони навколишнього природного середовища в Івано-Франківській області[27]
  - Дербак Іван Степанович — директор національного природного парку «Синевир», Закарпатська область[27]
  - Деркач Олег Михайлович — директор Південної філії Інституту екології Національного екологічного центру України, м. Миколаїв[27]
  - Іваненко Ігор Борисович — заступник начальника Державної служби заповідної справи, м. Київ[27]
  - Копач Василь Олексійович — директор Ужанського національного природного парку, Закарпатська область[27]
  - Молодан Геннадій Миколайович — директор регіонального ландшафтного парку «Меотида», Донецька область[27]
  - Нарсєєва Галина Володимирівна — перший заступник начальника Державного управління охорони навколишнього природного середовища в Запорізькій області[27]
  - Парчук Григорій Васильович — начальник відділу Державної служби заповідної справи, м. Київ[27]
  - Поляновський Анатолій Олександрович — начальник відділу Державного управління охорони навколишнього природного середовища в Закарпатській області[27]
  - Пророчук Василь Васильович — директор національного природного парку «Гуцульщина», Івано-Франківська область[27]
  - Тхор Микола Пилипович — начальник відділу Азово-Сиваського національного природного парку, Херсонська область[27]
  - Фєрєнц Віталій Богданович — начальник відділу Державного управління охорони навколишнього природного середовища в Луганській області[27]
  - Харіна Любов Олексіївна — начальник відділу Державного управління охорони навколишнього природного середовища в Одеській області[27]
  - Худолєй Володимир Михайлович — радник голови Херсонської обласної державної адміністрації[27]
  - Яворський Антон Іванович — директор Карпатського національного природного парку, Івано-Франківська область[27]
  - Паламарчук Іван Олексійович — начальник Державної екологічної інспекції в Житомирській області — головний державний інспектор з охорони навколишнього природного середовища Житомирської області[28]
  - Костюк Микола Георгійович — лісничий Верхньопетрівецького лісництва державного підприємства «Сторожинецьке лісове господарство»[29]
  - Михайловський Леонур Васильович — доцент кафедри Житомирського національного агроекологічного університету[30]
- 2011 рік
  - Ємець Микола Архипович — завідувач відділу Інституту проблем природокористування та екології Національної академії наук України, кандидат технічних наук, м. Дніпропетровськ[31]
  - Лоєва Інеса Дмитрівна — директор науково-дослідної установи «Український науковий центр екології моря», доктор географічних наук, м. Одеса[31]
  - Королюк Василь Іванович — голова президії Чернівецької обласної ради Українського товариства охорони природи[32]
  - Свириденко Валентин Леонідович — директор державного підприємства «Кременчуцьке лісове господарство», Полтавська область[32]
  - Мельник Віктор Іванович — завідувач відділу природної флори Національного ботанічного саду імені М. М. Гришка НАН України, м. Київ[33]
- 2012 рік
  - Обухова Клавдія Михайлівна — заступник начальника відділу Державного управління охорони навколишнього природного середовища в Дніпропетровській області[34]
  - Мякінніков Євген Олександрович — завідувач відділу Нікітського ботанічного саду — Національного наукового центру, Автономна Республіка Крим[35]
  - Дербак Микола Юрійович — директор Національного природного парку «Синевир», Закарпатська область[36]
  - Сорокін Анатолій Львович — ветеран природоохоронної галузі, Закарпатська область[37]
- 2013 рік
  - Хома Йосип Антонович — лісничий Кобеляцького лісництва державного підприємства «Кременчуцьке лісове господарство», Полтавська область[38]
  - Каліущенко Микола Дмитрович — ветеран природоохоронної галузі, м. Донецьк[39]
  - Робулець Сергій Васильович — перший заступник начальника державної екологічної інспекції у Чернівецькій області — перший заступник головного державного інспектора з охорони навколишнього природного середовища Чернівецької області[39]
  - Капіруля Олексій Михайлович — директор національного природного парку «Деснянсько-Старогутський», Сумська область[40]
  - Маслов Іван Ігорович — завідувач відділу Нікітського ботанічного саду — Національного наукового центру Національної академії аграрних наук України, Автономна Республіка Крим[40]